# III Межрегиональный открытый чемпионат России по спортивным нардам
III Межрегиональный открытый чемпионат России по спортивным нардам прошёл в Уфе с 1 по 5 мая 2013 года по трем категориям: Backgammon (короткие нарды), Nardegammon (длинные нарды с кубом удвоения) и Classik (длинные нарды). 5 мая в рамках Чемпионата пройдет турнир, посвященный Дню Победы — турнир для ветеранов Вооруженных Сил СССР и России на Кубок Морского Собрания РБ по длинным классическим нардам.
За победу в турнире боролись около 200 человек из регионов России и зарубежья.
Место проведения — г. Уфа, ГРК «Империя», (ул. Софьи Перовской, 29, корпус Б). Торжественное открытие 1 мая в 11:00 часов.
Разыгрывалось 100 тысяч рублей в каждом из трех турниров.

## Организаторы
Организатором соревнований является «Федерация Спортивных Нард России» г. Москва (ФСНР). При непосредственном организационном участии Региональной Общественной Организации «Морское Собрание Республики Башкортостан», г. Уфа.

## Участники
III Межрегиональный чемпионат России по спортивным нардам является открытым, в нём могут принять участие все желающие, оплатившие Добровольный вступительный взнос, независимо от гражданства, пола, расовой и национальной принадлежности.
Около 200 участников.

## Формат турнира
Турниры по BackGammon, NardeGammon и Classic проводятся раздельно и являются самостоятельными турнирами, I категории.
Турниры по BackGammon проводятся по международным правилам, по NardeGammon и Classic проводятся по правилам утверждённым «МФСНБ».
Турниры проводятся по комбинированной системе: отборочный цикл — швейцарская система (4-6 туров, в зависимости от количества участников), финальный цикл — олимпийская система Full Double Elimination.
В турнирах по BackGammon, NardeGammon если финал выигрывает «Виннер», соревнования заканчиваются, а если выигрывает «Лузер», то участники играют ещё один решающий матч (с полным суперфиналом);
В турнире по Classic если финал выигрывает «Виннер» или сводит матч в ничью, соревнования заканчиваются, а если выигрывает «Лузер», то участники играют ещё один решающий матч.

## Правила

### Начисление очков за игру
Ничья — 0, 5 очка (для Classic)
Ойн (простая игра) — 1 очко
Марс (двойная игра) — 2 очка
Кокс (тройная игра) — 3 очка (для BackGammon)
КУБ удвоения (Давэ) — имеет значения (2;4;8;16;32;64) — атрибут в игре
Результат сыгранной партии умножается на значение куба удвоения, выставленного на игровой доске.

### Первый ход
Для матчей по BackGammon, Nardegammon:
Соперники каждую новую партию матча разыгрывают первый ход следующим образом: каждый бросает по одному зару (игровая кость), и у кого значение больше, тот выполняет первый ход из этой комбинации.
Для матчей по Classic:
Перед началом матча, разыгрывается цвет шашек;
Белые всегда начинают, а чёрные имеют право последнего броска;
Партия может закончиться вничью.
Соперники в матче чередуют право белого цвета.

### Временной контроль и система выигрыша
Отборочный цикл (швейцарка):
Турнир по BackGammon — матч до 7 point (очков).
Контрольное время на матч до 7 point/геймов — по 15 минут каждому + 12 сек. на ход
Турнир по NardeGammon — матч до 5 point
Контрольное время на матч до 5 point/геймов — по 15 минут каждому + 12 сек. на ход
Турнир по classiс — матч из 4 геймов (партий)
Контрольное время на матч из 4 point/геймов — по 15 минут каждому + 12 сек. на ход
Финальная часть турнира (Full Olimp_DE).
Турнир по BackGammon.
Сетка «Виннер».
Матч до 11 point
Контрольное время на матч до 11 point/геймов — по 18 минут каждому + 12 сек. на ход
Сетка «Лузер».
Матч до 7 point
Контрольное время на матч до 7 point/геймов — по 15 минут каждому + 12 сек. на ход
Финал нижней сетки «Лузер»
Матч до 9 point
Контрольное время на матч до 9 point/геймов — по 16 минут каждому + 12 сек. на ход
Суперфинал (матч «Виннер»-«Лузер»).
Матч до 13 point
Контрольное время на матч до 13 point/геймов — по 20 минут каждому + 12 сек. на ход
Турнир по NardeGammon.
Сетка «Виннер».
Матч до 7 point
Контрольное время на матч до 7 point/геймов — по 16 минут каждому + 12 сек. на ход
Сетка «Лузер».
Матч до 5 point
Контрольное время на матч до 5 point/геймов — по 15 минут каждому + 12 сек. на ход
Финал нижней сетки «Лузер»
Матч до 7 point
Контрольное время на матч до 7 point/геймов — по 16 минут каждому + 12 сек. на ход
Суперфинал (матч «Виннер»-«Лузер»).
Матч до 9 point
Контрольное время на матч до 9 point/геймов — по 20 минут каждому + 12 сек. на ход
Турнир по Classic.
Сетка «Виннер».
Матч из 6 point
Контрольное время на матч из 6 point/геймов — по 18 минут каждому + 12 сек. на ход
Сетка «Лузер».
Матч из 4 point
Контрольное время на матч из 4 point/геймов — по 15 минут каждому + 12 сек. на ход
Финал нижней сетки «Лузер»
Матч из 6 point
Контрольное время на матч до 6 point/геймов — по 18 минут каждому + 12 сек. на ход
Суперфинал (матч «Виннер»-«Лузер»).
Матч из 8 point
Контрольное время на матч из 8 point/геймов — по 22 минут каждому + 12 сек. на ход

## Призовой фонд
Призовой фонд каждого турнира составляет 100.000 рублей.
Призовой фонд формируется из добровольных вступительных взносов участников. Его размер колеблется в зависимости от даты внесения:
I. заблаговременно, с момента объявления даты проведения соревнований, но не позднее 15 марта 2013 г. — 1500 рублей.
II. В период с 16 по 31 марта 2013—2000 рублей.
III. с 1 по 28 апреля 2013—2500 рублей.
IV. Непосредственно во время регистрации 1 мая 2013 г. 3000 рублей.

## Программа

### 1 мая
11-00: Торжественное открытие;
11-45: Регистрация на Открытый III Межрегиональный Чемпионат России по NardeGammon.
12-15: Жеребьёвка.
12-30: 1-й тур. Отборочный цикл. Швейцарка. Турнир по NardeGammon.
14-00: 2-й тур. Отборочный цикл. Швейцарка. Турнир по NardeGammon.
15-20: Перерыв на обед
16-00: 3-й тур. Отборочный цикл. Швейцарка. Турнир по NardeGammon.
17-30: 4-й тур. Отборочный цикл. Швейцарка. Турнир по NardeGammon.
19-00: 5-й тур. Отборочный цикл. Швейцарка. Турнир по NardeGammon.
20-30: Стыковочный тур. Турнир по NardeGammon.
22-00: Olimp_DE. Турнир по NardeGammon.

### 2 мая
10-00: Регистрация на Открытый III Межрегиональный Чемпионат России по BackGammon.
10-45: Жеребьёвка
11-00: 1-й тур. Отборочный цикл. Швейцарка. Турнир по BackGammon.
12-20: 2-й тур. Отборочный цикл. Швейцарка. Турнир по BackGammon.
13-40: 3-й тур. Отборочный цикл. Швейцарка. Турнир по BackGammon.
15-00: Перерыв на обед.
16-00: 4-й тур. Отборочный цикл. Швейцарка. Турнир по BackGammon.
17-20: 5-й тур. Отборочный цикл. Швейцарка. Турнир по BackGammon.
19-00: Стыковочный тур. Турнир по BackGammon.
19-00/20-00: Olimp_DE. Турнир по NardeGammon. (продолжение)

### 3 мая
10-00: Регистрация на Открытый III Межрегиональный Чемпионат России по Длинным классическим нардам (CLASSIС).
10-45: Жеребьёвка.
11-00: 1-й тур. Отборочный цикл. Швейцарка. Турнир по CLASSIС.
12-00: 2-й тур. Отборочный цикл. Швейцарка. Турнир по CLASSIC.
13-00: 3-й тур. Отборочный цикл. Швейцарка. Турнир по CLASSIC.
14-00: 4-й тур. Отборочный цикл. Швейцарка. Турнир по CLASSIC.
15-00: Перерыв на обед.
17-00: 5-й тур. Отборочный цикл. Швейцарка. Турнир по CLASSIC.
18-00: Стыковочный тур. Турнир по CLASSIC.
18-00/19-00: Olimp_DE. Турнир по BackGammon

### 4 мая
10-00: Olimp_DE. Турнир по CLASSIC.
14-30: Обед.
16-00/20-00: Продолжение турнира.

### 5 мая
10-00: Регистрация на Кубок Морского Собрания РБ по Длинным классическим нардам (CLASSIC).- турнир только для ветеранов Вооруженных Сил СССР и России с пропиской Республики Башкортостан по удостоверениям личности
10-45: Жеребьевка
11-00: Olimp_DE. Турнир по CLASSIK. На кубок Морского Собрания РБ
12-00: Суперфиналы открытого III Межрегионального Чемпионата России
15-00: Подведение итогов, оформление протоколов.
16-00: Торжественная церемония награждения победителей и призёров соревнований.
Прощальный фуршет и отъезд участников. Чествование ветеранов ВОВ.